# Zayar Thaw
Zayar Thaw (birmano : ဇေယျာသော်, chiamato anche U Phyo Zayar Thaw o Zeya Thaw; Yangon, 26 marzo 1981 – Yangon, 23 luglio 2022) è stato un musicista e politico birmano,  imprigionato già nel 2010 per i suoi messaggi antigovernativi contenuti nelle sue canzoni hip-hop, era stato considerato da Amnesty International un prigioniero di coscienza. Era stato eletto nel 2012 e poi nel 2016 membro del Pyithu Hluttaw, la Camera dei rappresentanti del Myanmar con il leader dell'opposizione Aung San Suu Kyi.
Nel novembre 2021 è stato nuovamente arrestato dalla giunta militare del Myanmar con l'accusa di terrorismo ed è stato condannato a morte nel gennaio 2022. Nel giugno 2022 la giunta ha annunciato che la sua esecuzione era imminente. Il 23 luglio 2022 lui e altri tre attivisti democratici (tra cui Kyaw Min Yu) sono stati giustiziati.

## Biografia
Zayar Thaw è nato il 26 marzo 1981 a Yangon, in Myanmar, da Mya Thaw, un ex rettore, e da sua moglie Khin Win May, una dentista. Ha frequentato il liceo al BEHS No. 6 Botahtaung. Si è iscritto all'Università di Farmacia, Mandalay nel 1999 e poi è passato alla formazione a distanza presso l'Università di Yadanabon nel 2000 e si è laureato in inglese nel 2003.

### Carriera hip hop
Nel 2000, la band di Zayar Thaw, gli Acid, ha pubblicato il primo album hip-hop della Birmania. Nonostante le previsioni di fallimento da parte di molti nell'industria musicale birmana, l'album, Beginning, è rimasto nella posizione numero uno delle classifiche birmane per più di due mesi.  Un giornalista di Democratic Voice of Burma ha descritto la sua musica come una fusione di uno "stile combattivo e arrabbiato con il poeticismo indigeno".  Si dice che il repertorio della band contenesse molti "attacchi sottilmente velati al regime". The Independent ha affermato che mentre la band "si concentrava sul banale, i loro testi toccavano inevitabilmente le difficoltà della vita in Birmania, trascinandoli in un territorio pericoloso".
Zayar Thaw divenne presto noto anche per il suo attivismo sociale. In un concerto, ha collaborato con i poeti Saw Wai e Aung Way per raccogliere fondi per un ente di beneficenza per orfani sieropositivi fondato dal comico Zarganar. Insieme al collega rapper Nge Nge, Zayar Thaw ha anche visitato gli orfanotrofi di Zarganar per aiutare a insegnare l'inglese ai bambini.

### Generation Wave
Zayar Thaw è stato uno dei quattro membri fondatori di Generation Wave, un movimento giovanile che si è opposto al Consiglio statale per la pace e lo sviluppo dei governanti militari della Birmania.  Il gruppo è stato fondato il 9 ottobre 2007, a seguito delle proteste anti-governative popolarmente note come Rivoluzione zafferano, e ha utilizzato graffiti e opuscoli per diffondere messaggi pro-democrazia.  Secondo quanto riferito, Zayar Thaw ha sviluppato una delle campagne più diffuse del gruppo, adesivi per paraurti con la scritta "Change New Government" da applicare alle auto che trasportano adesivi "CNG" (per "gas naturale compresso"). Il gruppo fece circolare anche film anti-governativi, tra cui Rambo,  in cui il personaggio titolare combatteva i soldati Tatmadaw (militari birmani) nello stato di Karen.  Il film era stato bandito dal governo per aver ritratto l'SPDC e i suoi soldati in una luce negativa.
A febbraio 2010, una trentina di membri del gruppo erano stati imprigionati, incluso Zayar Thaw, che è stato arrestato in un ristorante di Yangon con amici il 12 marzo 2008.